# Eva Berger
Надежда Александровна Никитина  (известная как Eva Berger) — российская порноактриса
, известна тем, что одна из немногих, начала освещать секреты порноиндустрии.

## Ранняя жизнь
Никитина родилась 25 мая 1989 года в Туле, Россия. Родители у актрисы были строгие, училась юная актриса хорошо. Окончив лицей, Никитина отправилась учиться в  Тульский государственный педагогический университет имени Л. Н. Толстого, где получила высшее образование учительницы русского языка и литературы. После окончания учёбы в Туле, Никитина отправилась в Москву, где поступила в институт русского театра на курс актерское мастерство, там она начала подрабатывать в массовках и сниматься в фотосессиях. Какое то время работала преподавателем литературы и русского языка, но бросила это, назвав российское образование «совковым» и губительным для личности.

## Личная жизнь
Из-за строгих взглядов у родителей, актриса долго скрывала свою работу, когда мать узнала о том чем занимается дочь, она отреклась от неё и долгое время общалась с ней только через письма, через несколько месяцев конфликт был урегулирован.
Актриса пыталась построить отношения с парнями, однако безуспешно. Никитина обуславливает проблему в поиске отношений, своей работой, говоря что в таких отношениях нужны либо «адекваты», либо «неадекваты».
Отметила что после окончания карьеры хочет писать мемуары и «править миром», либо же уйти в политику.

## Взгляды
В интервью 2017 года, выступила за легализацию порно в России.

## Карьера
Карьера порноактрисы началась в 24 года. Обучаясь в Москве, в качестве массовки, гримёр университета подметил Никитину и предложил ей сниматься голой, на что она согласилась. Первыми съемками были БДСМ, после которых актриса подумывала бросить всё это, но через время поняла что ее это «встряхнуло». Съемка проходила для московского сайта Slaves in love в подвале, с цепями и плетями, где начинающая актриса всю съемку «капризничала» приводя в бешенство истеричного режиссера, в которого впоследствии влюбилась. Получила она за первую съемку около 6 тыс. рублей, которые она потратила на духи подруге и на пропитание. С тех пор актриса начала постигать мир порноиндустрии, снявшись для многих известных компаниях. Отметила компанию MetArt как самую любимую. В 2023 году про жизнь Никитиной сняли документальный фильм под названием «Ева», который был показан на кинофестивале «Докер».

## Клипы
- Стас Костюшкин feat. Панин — Факты[7][8][9]

## Фильмография
- Рокко (2016) — играет саму себя[10]
- Ева (док., 2023) — играет саму себя[11]

## Награды и номинации
Была номинирована на премию XBIZ EUROPA AWARDS 2018 (вместе с Lovenia Lux — Анной Морозовой) в категории: Лучшая сцена секса — лесбийский фильм, но проиграла Джиа Лиссе и Лекси Лайо.